# Де-Куин (Арканзас)
Де-Куин (англ. De Queen, Arkansas) — город, расположенный в округе Севир (штат Арканзас, США) с населением в 5765 человек по статистическим данным переписи 2000 года.
Является окружным центром округа Севир.

## География
По данным Бюро переписи населения США город Де-Куин имеет общую площадь в 14,76 квадратных километров, из которых 14,5 кв. километров занимает земля и 0,26 кв. километров — вода. Площадь водных ресурсов округа составляет 1,76 % от всей его площади.
Город Де-Куин расположен на высоте 128 метров над уровнем моря.

## Демография
По данным переписи населения 2000 года в Де-Куин проживало 5765 человек, 1377 семей, насчитывалось 1913 домашних хозяйств и 2108 жилых домов. Средняя плотность населения составляла около 389,5 человек на один квадратный километр. Расовый состав Де-Куин по данным переписи распределился следующим образом: 66,4 % белых, 6,07 % — чёрных или афроамериканцев, 2,38 % — коренных американцев, 0,21 % — азиатов, 0,1 % — выходцев с тихоокеанских островов, 1,77 % — представителей смешанных рас, 23,07 % — других народностей. Испаноговорящие составили 38,59 % от всех жителей города.
Из 1913 домашних хозяйств в 39 % — воспитывали детей в возрасте до 18 лет, 52,7 % представляли собой совместно проживающие супружеские пары, в 13,2 % семей женщины проживали без мужей, 28 % не имели семей. 24 % от общего числа семей на момент переписи жили самостоятельно, при этом 11,8 % составили одинокие пожилые люди в возрасте 65 лет и старше. Средний размер домашнего хозяйства составил 2,93 человек, а средний размер семьи — 3,44 человек.
Население города по возрастному диапазону по данным переписи 2000 года распределилось следующим образом: 30,3 % — жители младше 18 лет, 11,7 % — между 18 и 24 годами, 28,3 % — от 25 до 44 лет, 16,8 % — от 45 до 64 лет и 12,9 % — в возрасте 65 лет и старше. Средний возраст жителей составил 30 лет. На каждые 100 женщин в Де-Куин приходилось 96,9 мужчин, при этом на каждые сто женщин 18 лет и старше приходилось 93,2 мужчин также старше 18 лет.
Средний доход на одно домашнее хозяйство в городе составил 25 707 долларов США, а средний доход на одну семью — 31 582 доллара. При этом мужчины имели средний доход в 21 542 доллара США в год против 17 367 долларов среднегодового дохода у женщин. Доход на душу населения в городе составил 12 968 долларов в год. 21,3 % от всего числа семей в округе и 26,9 % от всей численности населения находилось на момент переписи населения за чертой бедности, при этом 36,7 % из них были моложе 18 лет и 18,5 % — в возрасте 65 лет и старше.

## Известные уроженцы
- Коллин Рэй — певец кантри
- Уэс Уоткинс — политик